# Matthew Boulton
Matthew Boulton (3 september 1728 - 17 augustus 1809) was een Engels fabrikant en zakenpartner van de Schotse ingenieur James Watt. In het laatste kwart van de 18de eeuw installeerden ze met hun bedrijf honderden Boulton & Watt stoommachines, waarmee ze een aanzienlijke bijdrage leverden aan de opkomende mechanisatie van de fabrieken en manufacturen in die tijd. Boulton introduceerde ook moderne technieken bij het slaan van munten, sloeg miljoenen stuks voor Groot-Brittannië en andere landen, en versterkte de Engelse Koninklijke Munt met state of the art apparatuur.

## Levensloop
Boulton werd geboren in Birmingham in 1728 als zoon van een Birminghams fabrikant van kleine metalen producten, die stierf toen Boulton 31 was. Tegen die tijd had Boulton het bedrijf al meerdere jaren succesvol geleid. In de opvolgende jaren breidde hij de bedrijfsactiviteiten aanzienlijk uit, en bracht zijn productie tezamen in de Soho Manufactory, door hem gebouwd in de buurt van Birmingham. In dit productiebedrijf, gespecialiseerd op zilverwerk, vergulde producten en andere decoratieve kunsten, paste hij de nieuwste productietechnieken toe. Hij werd zakenpartner van James Watt nadat Watts zakenpartner, John Roebuck, zijn schulden aan Boulton niet kon betalen, en Roebucks aandeel van het patent Watt als schikking accepteerde. Hij lobbyde met succes bij het Brits Parlement om het patent van Watt met een extra 17 jaar te verlengen, waardoor het bedrijf de Watt-stoommachine kon vermarkten. Het bedrijf installeerde honderden Boulton & Watt-stoommachines in Groot-Brittannië en in het buitenland, eerst in mijnen en later in fabrieken.
Boulton was een belangrijk lid van de Lunar Society, een groep van prominente mannen uit Birmingham en omstreken uit de kunsten, wetenschappen en theologie. Andere leden waren onder anderen Watt, Erasmus Darwin, Josiah Wedgwood en Joseph Priestley. De Vereniging kwam elke maand bijeen met volle maan. Van de leden van de vereniging is bekend dat zij nieuwe concepten en technieken ontwikkelden op het gebied van de wetenschap, landbouw, industrie, mijnbouw en transport, waarmee de basis werd gelegd voor de industriële revolutie.
Boulton richtte ook de Soho Munt op in 1788, waar hij aandrijving met stoomkracht introduceerde. Hij wilde de slechte kwaliteit van munten van Groot-Brittannië verbeteren, en na enkele jaren van inspanning haalde hij in 1797 een contract binnen om voor het eerst in een kwart eeuw weer Britse koperen munten te produceren. Zijn ontwerpen munten waren moeilijk te vervalsen, en bestonden onder andere uit de eerste grote koperen Britse penny, die in gebruik bleef tot de decimalisering in 1971. Boulton trok zich in 1800 terug uit de zaken, met uitzondering van de Soho Munt, die hij bleef leiden, en stierf in 1809.

## Achtergrond
Birmingham was reeds lange tijd een centrum van de metaalindustrie. In het begin van de 18e eeuw onderging de stad een periode van expansie doordat het ijzergieten eenvoudiger en goedkoper werd, vooral door de overgang van houtskool naar cokes als middel om ijzer te smelten. Deze overgang was versneld doordat Engeland steeds verder ontboste zodat het hout schaarser werd, en door de ontdekkingen van grote hoeveelheden steenkool in de omstreken van Birmingham in het graafschap Warwickshire en het aangrenzende graafschap Staffordshire, .
Een groot deel van het ijzer werd gesmeed in kleine gieterijen in de buurt van Birmingham, vooral in de Black Country, met inbegrip van nabijgelegen steden zoals Smethwick en West Bromwich. Dit resulteerde in dunne ijzeren platen, die werden vervoerd naar fabrieken in en rond Birmingham. Doordat de stad ver van de zee lag, en de grote kanalen nog niet waren aangelegd, richtte de metaalbewerkers zich op de productie van kleine, relatief waardevolle voorwerpen, in het bijzonder knopen en gespen. Fransman Alexander Missen schreef dat, hoewel hij in Milaan uitstekende wandelstokknoppen, snuifdozen en andere metalen voorwerpen had aangetroffen, "hetzelfde goedkoper en beter in Birmingham gemaakt kon worden". Deze kleine voorwerpen stonden bekend als "toys" en de fabrikanten werden "toymakers" genoemd.
Boulton was een afstammeling van gezinnen uit heel Lichfield, waaronder in de zesde generatie de eerwaarde Zachary Babington, kanselier van Lichfield. Boulton's vader, ook Matthew genaamd en geboren in 1700, verhuisde van Lichfield naar Birmingham voor een stage, waar hij in 1723 trouwde met Christiana Piers. De oudere Boulton werd toymaker met een kleine werkplaats gespecialiseerd in gespen. Matthew Boulton werd in 1728 geboren als derde kind, en het tweede kind met die naam. De eerste Matthew was op tweejarige leeftijd gestorven in 1726.

## Jongere jaren en gezinsleven
De zaken van de oudere Boulton liepen voorspoed na de geboorte van de jonge Matthew, en het gezin verhuisde naar Snow Hill, een welgestelde buurt van Birmingham met nieuwe huizen. Omdat de lokale middelbare school bouwvallig was, werd Boulton naar school gezonden in de oude wijk Deritend aan de andere kant van Birmingham. Op vijftienjarige leeftijd verliet hij de school, en zeventien jaar oud bedacht hij een techniek voor het inleggen email in gespen. Deze bleken zo populair, dat de gespen werden geëxporteerd naar Frankrijk en weer ingevoerd in Groot-Brittannië als de laatste Franse ontwikkeling.
Op 3 maart 1749 trouwde Boulton met Mary Robinson, een verre nicht en dochter van een succesvolle textielkoopman, die haar eigen vermogen bezat. Ze leefden korte tijd bij de moeder van de bruid in Lichfield, en verhuisde vervolgens naar Birmingham, waar de oudere Matthew Boulton zijn eenentwintigjarige zoon partner maakte in zijn zaak. Hoewel de zoon zakelijke brieven ondertekende met "from father and self", leidde hij het bedrijf vanaf het midden van de jaren 1750. De oude Boulton ging met pensioen in 1757 en stierf in 1759.
De Boultons hadden drie dochters in het begin van de jaren 1750, maar die stierven allen in hun kindertijd. Nadat de gezondheid van Maria Boulton was achteruit gegaan stierf ze in augustus 1759. Niet lang na haar dood begon Boulton haar zus Anne het hof te maken. Het huwelijk met de zus van een overleden vrouw was volgens de kerkelijke wet verboden, maar in het burgerlijk recht niet. Annes broer Lucas was tegen dit huwelijk, omdat hij vreesden dat Boulton de controle zou krijgen over het fortuin van de Robinson-familie. Toch trouwden ze op 25 juni 1760 in de St. Mary's Church in Rotherhithe, een wijk in het Londen. Eric Delieb, die een boek schreef op het zilverwerk van Boulton, had in de biografische schets gesuggereerd, dat de kapelaan James Penfold, die het huwelijk voltrok, waarschijnlijk was omgekocht. Boulton zou een man, die ook de zuster van zijn overleden vrouw wilde trouwen, geadviseerd hebben: "Ik raad u aan niets van je intenties te zeggen, maar om snel en behaaglijk naar Schotland of een obscure uithoek van Londen te vertrekken, daar een schuiladres vinden en jezelf als parochiaan aanmelden. Na het verstrijken van de maand en het vervullen van je wettelijke plicht, leef dan nog lang en gelukkig... Ik raad dus aan stilte, geheimhouding, en Schotland."
De Boultons kregen twee kinderen, Matthew Robinson Boulton en Anne Boulton. In 1764 stierf Luke Robinson, waarna zijn landgoed in bezit kwam van zijn zuster Anne, en dus onder controle van Matthew Boulton.

## Uitbreiding van het bedrijf
Na de dood van zijn vader in 1759 kreeg Boulton de volledige controle over het familiebedrijf. Hij bracht veel van zijn tijd door in Londen en elders om zijn waren aan te prijzen. Zo regelde hij dat een vriend van hem een zwaard cadeau deed aan Prins Edward, waarbij zijn oudere broer van de Prins George, Prins van Wales, de latere koning George III, zo geïnteresseerd raakte dat deze er voor zichzelf een bestelde.
Met het opgebouwde vermogen uit zijn beide huwelijken en de erfenis van zijn vader, ging Boulton op zoek naar een grotere locatie om zijn bedrijf te kunnen breiden. In 1761 wist hij 13 acres (5,3 ha) te pachten, 3 km buiten Birminghamin in Soho toentertijd net in Staffordshire, met een bestaand herenhuis, het Soho House, en een walserij. Het Soho House werd in eerste instantie bewoond door Boultons moeder en vrouw, en vervolgens een paar jaar door zijn eerste zakenpartner John Fothergill. In 1766 ging Boulton er zelf met zijn familie wonen. Zowel Boulton als zijn vrouw zouden daar komen te overlijden. Zijn vrouw Anne mogelijk aan een hartaanval in 1783, en Boulton na een lang ziekbed in 1809.

## Publicaties
- Clay, Richard (2009), Matthew Boulton and the Art of Making Money, Brewin Books, ISBN 978-1-85858-450-8
- Delieb, Eric (1971), Matthew Boulton: Master Silversmith, November Books Ltd.
- Lobel, Richard (1999), Coincraft's 2000 Standard Catalogue of English and UK Coins, 1066 to Date, Standard Catalogue Publishers Ltd., ISBN 0-9526228-8-2
- Mason, Shena (2009), Matthew Boulton: Selling What All the World Desires, Yale University Press, ISBN 0-300-14358-3
- Smiles, Samuel (1865), Lives of Boulton and Watt, London: John Murray
- Uglow, Jenny (2002), The Lunar Men: Five Friends Whose Curiosity Changed the World, London: Faber & Faber, ISBN 0-374-19440-8